# اوتیخوف (ناحیه سویتاوی)
اوتیخوف (به چکی: Útěchov) یک منطقهٔ مسکونی در جمهوری چک است که در ناحیه سویتاوی واقع شده‌است. اوتیخوف ۵٫۴۵ کیلومتر مربع مساحت و ۲۷۸ نفر جمعیت دارد و ۳۷۰ متر بالاتر از سطح دریا واقع شده‌است.